# Robert de Visée
Robert de Visée (ur. przed 1660, zm. po 1732) – francuski kompozytor, gitarzysta, lutnista, wiolista, teorbista i śpiewak.

## Życiorys
Przypuszczalnie był uczniem Francesco Corbetty, któremu zadedykował Tombeau ze swojej VI Suity c-moll. Od około 1680 roku związany był z dworem Ludwika XIV, początkowo występując jako kameralista, od 1695 roku uczył natomiast króla gry na gitarze (chociaż formalnie powierzono mu tę pozycję dopiero w 1719 roku). Od 1709 roku był też nadwornym śpiewakiem.

## Twórczość
Był autorem 12 cyklów suit i innych utworów na gitarę, wydanych w dwóch zbiorach (1682 i 1686), zbioru kompozycji na lutnię i teorban (1716), arii Que la bouteille a d’attraits na głos i basso continuo (1732).